# Alex Lovy
Pour les articles homonymes, voir Lovy.
Alex Lovy est un réalisateur, producteur et scénariste américain né le 2 septembre 1913 et mort le 14 février 1992 en Californie (États-Unis).

## Filmographie

### comme réalisateur
- 1938 : Feed the Kitty
- 1938 : Nellie, the Sewing Machine Girl
- 1938 : Movie Phony News
- 1938 : Nellie, the Indian Chief's Daughter
- 1938 : Big Cat and the Little Mouse
- 1938 : Sailor Mouse
- 1938 : Baby Kittens
- 1939 : I'm Just a Jitterbug
- 1939 : Little Tough Mice
- 1939 : The One-Armed Bandit
- 1939 : Crackpot Cruise
- 1939 : Nelly of the Circus
- 1939 : Bola-Mola Land
- 1939 : The Bird on Nellie's Hat
- 1939 : Arabs with Dirty Fezzes
- 1939 : Slapphappy Valley
- 1939 : Life Begins for Andy Panda
- 1939 : Scrambled Eggs
- 1940 : Andy Panda Goes Fishing
- 1940 : Kittens' Mittens
- 1940 : 100 Pigmies and Andy Panda
- 1940 : Recruiting Daze
- 1941 : Mouse Trappers
- 1941 : Fair Today
- 1941 : Andy Panda's Pop
- 1942 : Under the Spreading Blacksmith Shop
- 1942 : Nutty Pine Cabin
- 1942 : Ace in the Hole
- 1942 : Juke Box Jamboree
- 1942 : Pigeon Patrol
- 1942 : Yankee Doodle Swing Shift
- 1942 : The Loan Stranger
- 1942 : Boogie Woogie Sioux
- 1942 : Air Raid Warden
- 1943 : Cow Cow Boogie
- 1943 : The Screwball
- 1943 : The Dizzy Acrobat
- 1943 : Canine Commandos
- 1943 : Andy Panda's Victory Garden
- 1947 : Wacky Quacky
- 1948 : Flora
- 1948 : Short Snorts and Sports
- 1948 : Lo, the Poor Buffalo
- 1949 : Grape Nutty
- 1955 : Hot and Cold Penguin
- 1955 : The Tree Medic (en)
- 1956 : Pigeon Holed
- 1956 : The Ostrich Egg and I
- 1956 : Room and Wrath
- 1956 : Hold That Rock
- 1956 : The Talking Dog
- 1956 : Woody Meets Davy Crewcut
- 1956 : Operation Cold Feet
- 1957 : To Catch a Woodpecker (en)
- 1957 : Goofy Gardeners
- 1957 : The Big Snooze
- 1957 : Fowled-Up Party
- 1957 : Swiss-Mis-Fit
- 1957 : Plumber of Seville
- 1958 : Watch the Birdie (en)
- 1958 : Polar Pest
- 1958 : A Chilly Reception
- 1958 : Three-Ring Fling
- 1958 : Little Televillain
- 1958 : The Bongo Punch
- 1959 : Witty Kitty
- 1959 : Robinson Gruesome
- 1959 : Yukon Have It
- 1959 : Panhandle Scandal
- 1959 : Woodpecker in the Moon
- 1959 : Space Mouse
- 1959 : Mouse Trapped
- 1960 : Ballyhooey
- 1960 : Billion Dollar Boner
- 1966 : Alice in Wonderland or What's a Nice Kid Like You Doing in a Place Like This? (télévision)
- 1967 : Speedy Ghost to Town
- 1967 : Rodent to Stardom
- 1967 : Go Away Stowaway
- 1967 : Cool Cat
- 1967 : Merlin the Magic Mouse
- 1967 : Fiesta Fiasco
- 1968 : Hocus Pocus Powwow
- 1968 : Norman Normal
- 1968 : Big Game Haunt
- 1968 : Skyscraper Caper
- 1968 : Hippydrome Tiger
- 1968 : Feud with a Dude
- 1968 : See Ya Later Gladiator
- 1968 : 3 Ring Wing-Ding
- 1968 : Flying Circus
- 1968 : Chimp & Zee
- 1982 : Woody Woodpecker and His Friends (vidéo)

### comme producteur
- 1960 : Les Pierrafeu (The Flintstones) (série télévisée)
- 1962 : Les Jetson (The Jetsons) (série télévisée)
- 1964 : The Magilla Gorilla Show (série télévisée)
- 1965 : The Hillbilly Bears (série télévisée)
- 1968 : Les Fous du volant (Wacky Races) (série télévisée)
- 1969 : Dinky Dog (série télévisée)
- 1969 : Pattaclop Pénélope (The Perils of Penelope Pitstop) (série télévisée)
- 1970 : Where's Huddles? (série télévisée)
- 1970 : Josie and the Pussycats (série télévisée)
- 1970 : Les Harlem Globetrotters (The Harlem Globetrotters) (série télévisée)
- 1971 : The Pebbles and Bamm-Bamm Show (série télévisée)
- 1971 : Help! It's the Hair Bear Bunch (série télévisée)
- 1972 : Les Grandes Rencontres de Scooby-Doo (The New Scooby-Doo Movies) (série télévisée)
- 1972 : The Flintstones Comedy Hour (série télévisée)
- 1972 : The Amazing Chan and the Chan Clan (série télévisée)
- 1973 : Yogi's Gang (série télévisée)
- 1976 : Mantalo (Jabberjaw) (série télévisée)
- 1977 : Fred Flintstone and Friends (série télévisée)
- 1977 : C B Bears (série télévisée)
- 1977 : A Flintstone Christmas (télévision)
- 1978 : Dynomutt Dog Wonder (série télévisée)
- 1978 : The All-New Popeye Hour (série télévisée)
- 1979 : The Popeye Valentine Special (télévision)
- 1979 : Scooby-Doo et Scrappy-Doo (Scooby-Doo and Scrappy-Doo) (série télévisée)
- 1979 : Casper and the Angels (série télévisée)
- 1980 : The Flintstones: Fred's Final Fling (télévision)
- 1985 : G.I. Joe (série télévisée)

### comme scénariste
- 1955 : Hot and Cold Penguin
- 1966 : The Man Called Flintstone
- 1984 : Les Jetson (The Jetsons)